# Acer theiferum
Acer theiferum é uma espécie de árvore do gênero Acer, pertencente à família Aceraceae.